# Omnibus (1937)
Pour les articles homonymes, voir Omnibus (homonymie).
Omnibus, sous-titré Settimanale di Attualità politica e letteraria est un hebdomadaire d'information fondé en 1937 et édité par Rizzoli et Arnoldo Mondadori. 95 numéros sont sortis, sous la direction de Leo Longanesi, jusqu'en 1939.
Omnibus est le premier exemple de journalisme moderne en Italie, ouvrant la voie aux rotocalchi (magazines fortement illustrés).